# Айсбах (приток Рейна)
Айсбах (нем. Eisbach) — река в Германии, протекает по земле Рейнланд-Пфальц. Левый приток Рейна. Длина реки составляет 38,2 км, площадь водосборного бассейна — 130,182 км².
Река берёт начало на северном склоне горы Хоэн-Бюль на территории общины Рамзен. Высота истока 384 м. Течёт на северо-восток. Впадает в Рейн в южной части города Вормс. Высота устья 89 м.
Река впервые упоминается в 766 году как Исина.